# Nonnus brethesi
Nonnus brethesi är en stekelart som beskrevs av Henry Keith Townes, Jr. 1966. Nonnus brethesi ingår i släktet Nonnus och familjen brokparasitsteklar. Inga underarter finns listade i Catalogue of Life.